# 長安寺 (台東区)
長安寺（ちょうあんじ）は、東京都台東区にある臨済宗妙心寺派の寺院。

## 歴史
1669年（寛文9年）、老山によって開山された。老山は曹洞宗の僧侶であり、当初は曹洞宗の寺院であった。その後、臨済宗の要関が第3世住職となり、当寺は臨済宗に転宗することになった。
当寺の本尊は千手観音で、大阪府茨木市の総持寺の千手観音を模写したものという。
谷中七福神の寿老人像が安置されている。

## 文化財

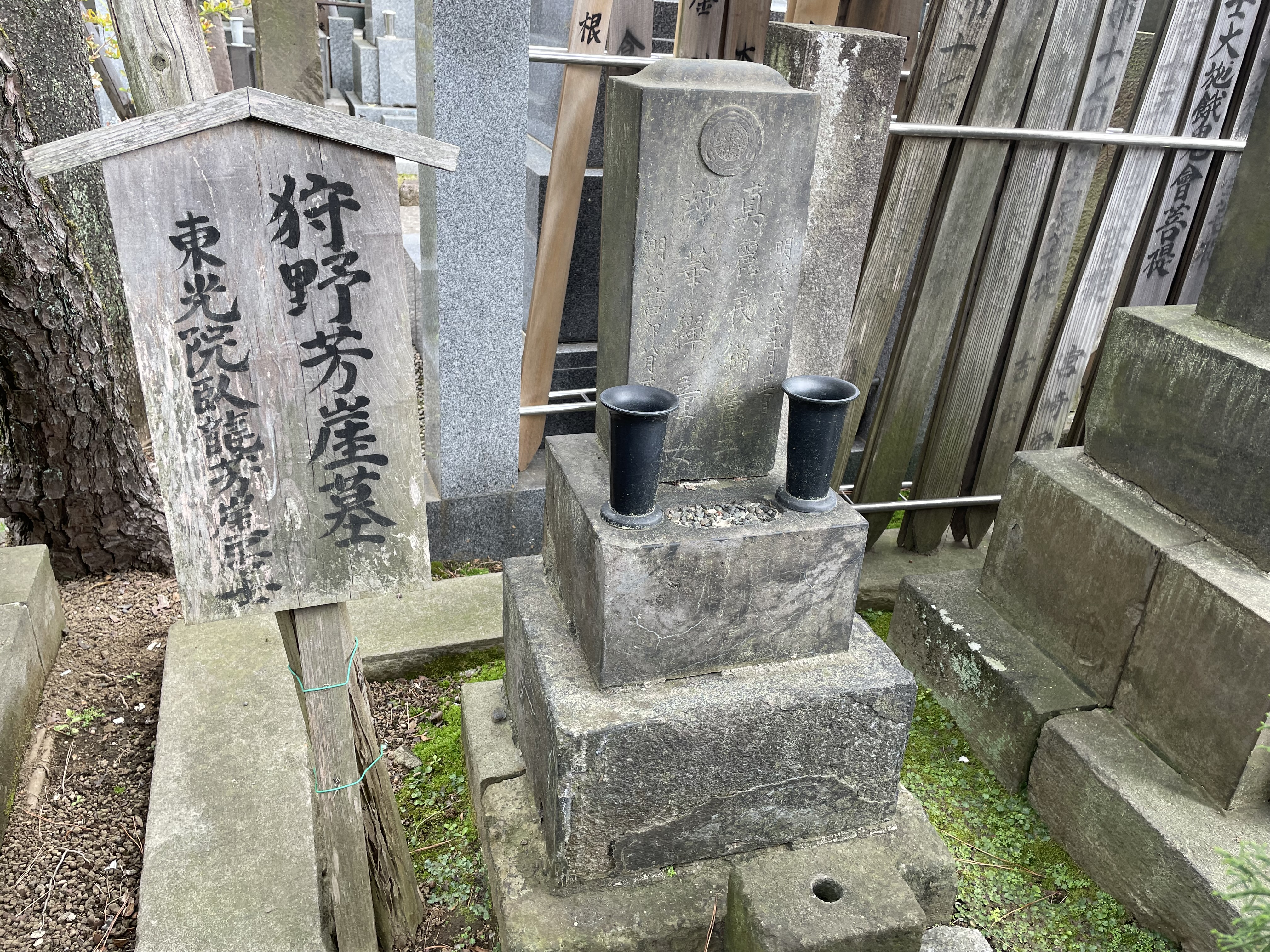
狩野芳崖墓

- 板碑4基（台東区有形文化財 平成2年度登載）[4]
- 狩野芳崖墓（台東区有形文化財 平成3年度登載）[5]
- 紺紙金字大般若波羅蜜多経巻第四百三十一（台東区有形文化財 平成4年度登載）[6]

## 墓地
- 狩野芳崖（画家）

## 交通アクセス
- 日暮里駅より徒歩6分（経路案内）。
- 千代田線千駄木駅より徒歩9分（経路案内）。